# Bremgartenwald

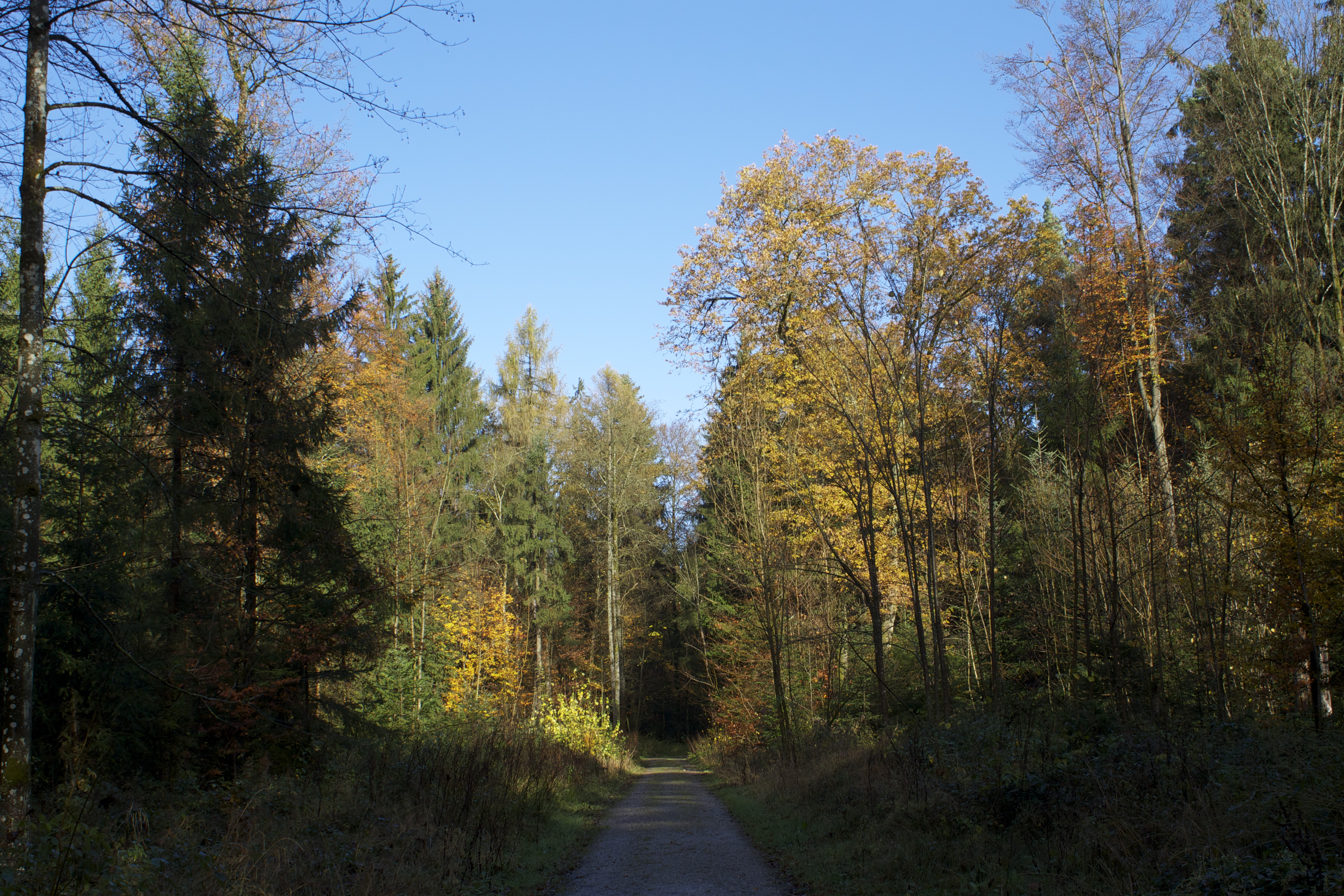
Bremgartenwald

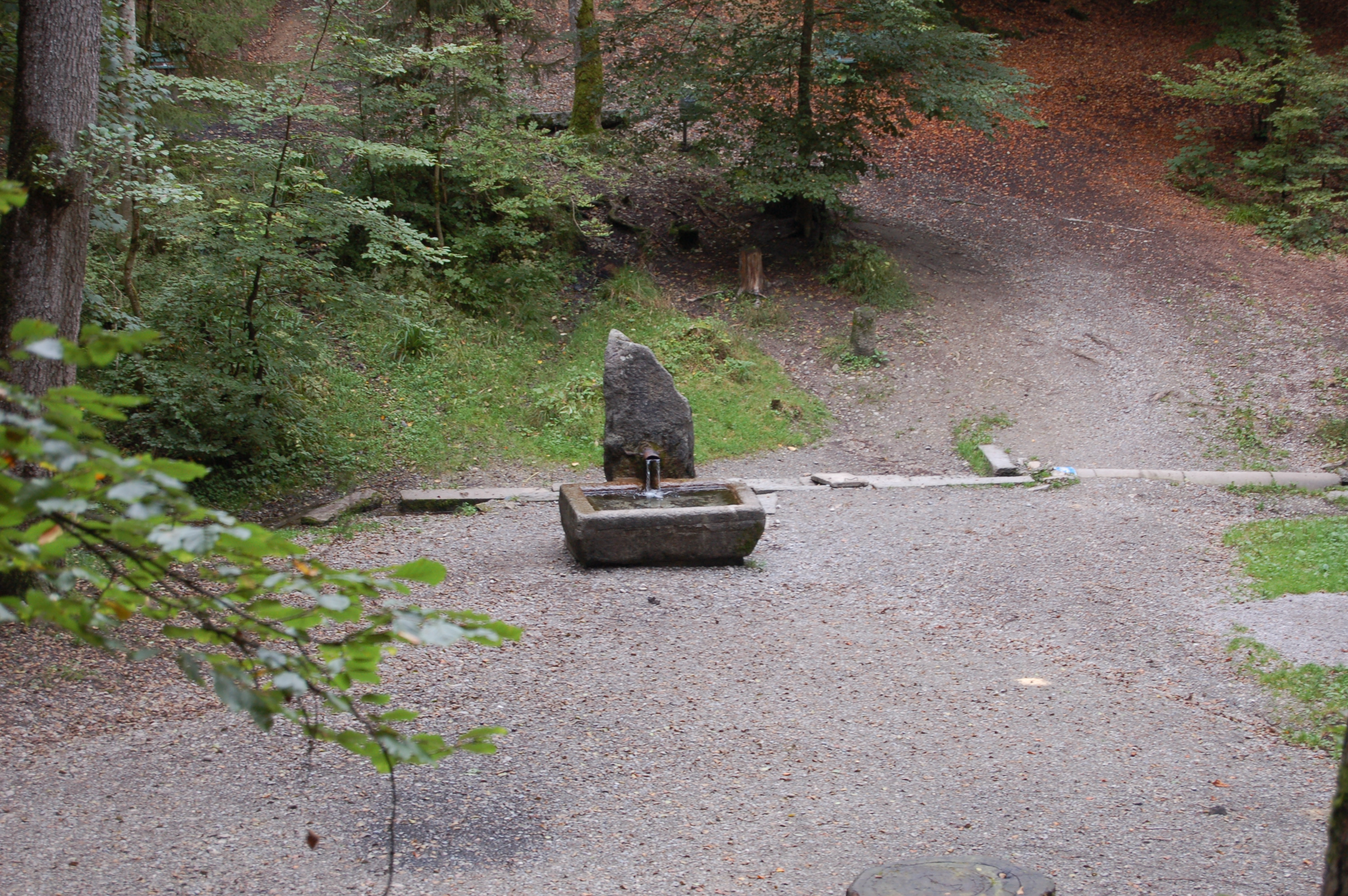
Glasbrunnen

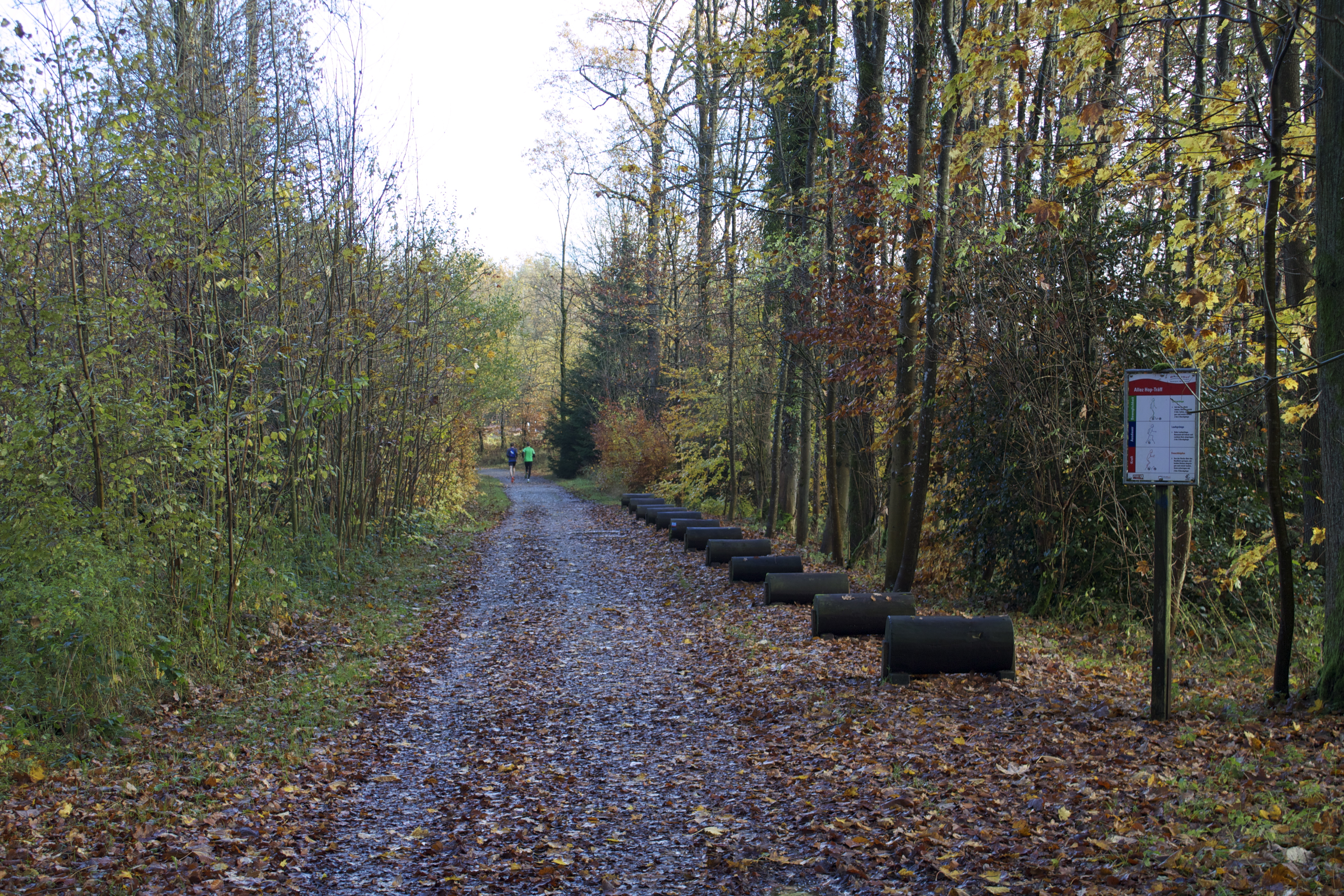
Bremer Loop

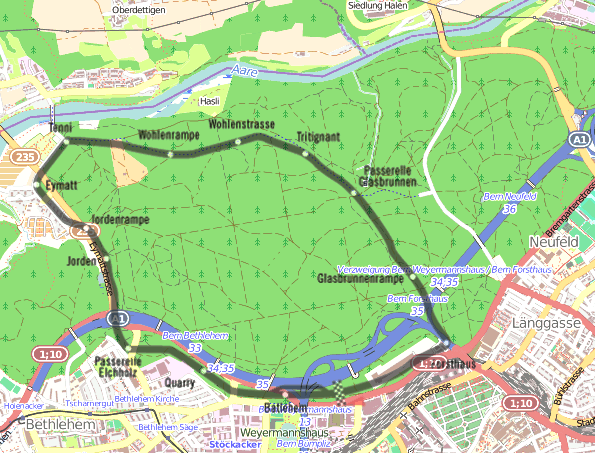
Ehemaliger Verlauf der Bremgarten-Rundstrecke im Bremgartenwald

Der Bremgartenwald ist ein Wald im Norden von Bern. Er besteht aus zwei Teilen, die auch gebräuchliche Quartiere sind: Dem Grossen Bremgartenwald (gehört zum statistischen Bezirk Neufeld) und dem Kleinen Bremgartenwald (gehört zum statistischen Bezirk Felsenau), welche  durch die  Bruggbodenstrasse geteilt werden. Beide liegen im Stadtteil II (Länggasse-Felsenau).  Er ist eines der wichtigsten Naherholungsgebiete der Stadt. 
Im Grossen Bremgartenwald sind 15 und im Kleinen Bremgartenwald 30 Einwohner (2022) gemeldet, Nationalitäten werden nicht angegeben. Ein Teil davon sind die sogenannten Waldmenschen. 2019 stellte Bern ihnen eine Waldparzelle zur Verfügung. Dort führen sie seitdem ein von der Stadt geduldetes Aussteigerleben.

## Name und Gliederung
Die Herkunft des Namens Bremgarten (zugleich auch der Name einer Ortschaft im Nordosten am anderen Aareufer) ist nicht vollständig geklärt, einige Hypothesen gehen auf keltische Ursprünge zurück.
Der Wald fällt im Norden mit einer Steilstufe zum Aaretal ab und wird durch mehrere kurze Erosionstälchen untergliedert.
Für den Bremgartenwald wird eine Grösse von 636 Hektar angegeben. Mit dem Eichholz bilden der Grosse und der Kleine Bremgartenwald ein zusammenhängendes Waldgebiet. Die Trennung zum Eichholz ist durch die früher unterschiedlichen Besitzverhältnisse (Bümpliz und Bern) bedingt.
Im Bremgartenwald befinden sich zwei Forsthäuser. Der Wald dient der Holzproduktion, das Gebiet nördlich der Autobahn ist als Erholungswald mit Reservatfunktion vorgesehen.

## Orte und Nutzungen
Im Bremgartenwald befindet sich eine Keltenschanze, die als solche erst zu Beginn der 1960er Jahre erkannt wurde. Auch das in der Nähe befindliche «Nägelischlössli» zeigt alle Merkmale einer Viereckschanze.
Der Glasbrunnen als gefasste Quelle liegt im Grossen Bremgartenwald. Er dient der Naherholung und gilt in Esoterikkreisen als mystischer Kraftort.
Auf der Lichtung am Forsthaus Eymatt im Nordwesten des Bremgartenwaldes eröffnete der Berner Tierschutz im Jahr 2022 nach 16-jähriger Planungs- und Bauzeit das Berner Tierzentrum, ein Tierheim mit Platz für 81 Katzen, 43 Hunde sowie Kleintiere und Vögel. Der Bau war zuvor durch zahlreiche Einsprachen verzögert worden.
Als «Bremer Loop» gut ausgeschilderte Strecken zwischen 1,9 und 17,3 km Länge stehen Joggern und Walkern zur Verfügung. Diverse Stationen für spezielle Übungen sind vorhanden.
Die Universität Bern unterhält im Norden des Grossen Bremgartenwaldes im Hasligut an der Aare eine Ethologische Station. Etwa 25 Forscher bearbeiten vor allem die Frage, warum Tiere miteinander kooperieren. Als Modellsystem werden Buntbarsche vom Tanganyikasee, Borkenkäfer und Wanderratten verwendet.
Seit einiger Zeit wohnen sogenannte Waldmenschen in Zelten im Bremgartenwald. Die Stadt Bern gibt, anders als im überbauten Gebiet der Stadt, dafür keine zeitlichen Begrenzungen vor, will aber die Zahl der Personen begrenzt sehen.
Im Norden des Kleinen Bremgartenwaldes bei der Neubrügg befindet sich die ARA Region Bern, eine der grössten Abwasserreinigungsanlagen der Schweiz und die grösste im Kanton Bern.

### Jagd
Die Burgergemeinde Bern organisiert als Besitzerin des Waldes Jagdveranstaltungen.

### Energieversorgung
Die Energiezentrale Forsthaus der Energie Wasser Bern am südlichen Rand des Waldes dient der Müllverbrennung und Fernwärmeerzeugung.
Durch den Bremgartenwald führt eine Erdgasleitung mit einem Erdgas-Röhrenspeicher mit 12 unterirdisch verlegten Rohren von je 224 Metern Länge. Die Baustellen wurden renaturiert, nur die Beschilderung des Trassees ist deutlich sichtbar.

### Strassen
Durch den Bremgartenwald führte die Bremgarten-Rundstrecke, die von 1931 bis 1955 dem Motorsport diente und wo der Grosse Preis der Schweiz ausgetragen wurde. Die Strecke wurde 1955 stillgelegt und Rundstreckenrennen wurden in der gesamten Schweiz aus Sicherheitsgründen verboten. Die Strecke wurde zurückgebaut, teilweise folgen noch heute Wege oder Strassen dem damaligen Verlauf.
Die Autobahn A1 mit den Ausfahrten Bern-Forsthaus und Bern-Neufeld durchschneidet den Bremgartenwald, ebenso die Bruggbodenstrasse (Hauptstrasse 236) über die Halenbrücke Richtung Aarberg.